# Vanneaugobius
 Vanneaugobius és un gènere de peixos de la família dels gòbids i de l'ordre dels perciformes.

## Taxonomia
- Vanneaugobius canariensis (Van Tassell, Miller & Brito, 1988)[3]
- Vanneaugobius dollfusi (Brownell, 1978)[4]
- Vanneaugobius pruvoti (Fage, 1907)[5][6][7][8][9][10][11]